# Дереволаз-серподзьоб середній
Дереволаз-серподзьоб середній (Campylorhamphus trochilirostris) — вид горобцеподібних птахів родини горнерових (Furnariidae). Мешкає в Центральній і Південній Америці. Виділяють низку підвидів.

## Опис
Довжина птаха становить 22-28 см, вага 30-55 г. Верхня частина тіла рудувато-коричнева, нижня частина тіла світло-коричнева. Голова і горло поцятковані коричневими і білими смугами. Дзьоб довгий, тонкий, вигнутий, червонуватий.

## Підвиди
Виділяють дванадцять підвидів:

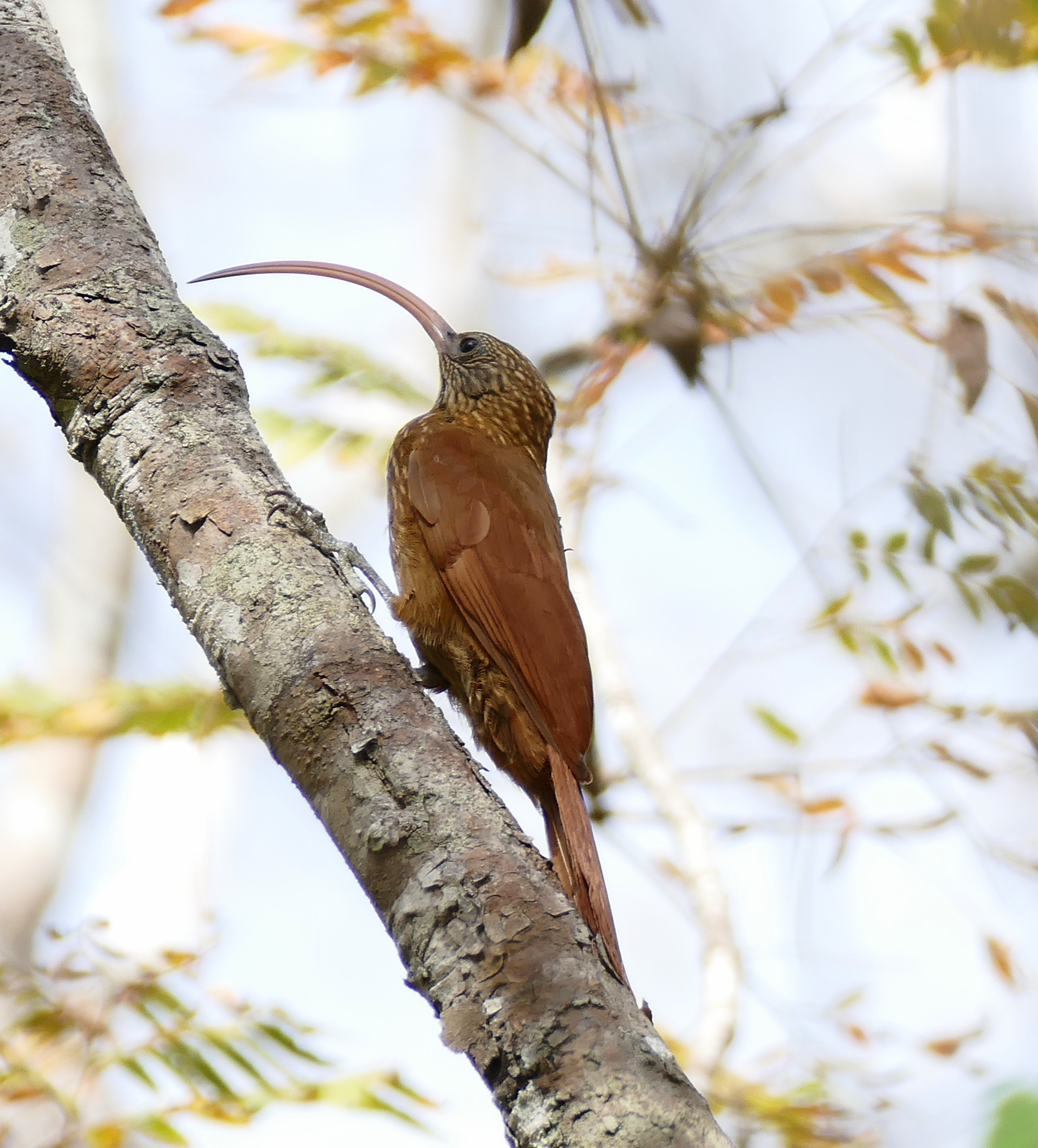
Середній дереволаз-серподзьоб

Середній дереволаз-серподзьоб

- C. t. brevipennis Griscom, 1932 — центральна і східна Панама (на схід від Кокле) і північно-західна Колумбія (узбережжя Тихого океану в Чоко);
- C. t. venezuelensis (Chapman, 1889) — локально в північній Колумбії, північна і центральна Венесуела (на схід до Сукре, на південь до Ориноко);
- C. t. thoracicus (Sclater, PL, 1860) — узбережжя Тихого океану на південному заході Колумбії (південний захід Нариньйо) та на заході Еквадору;
- C. t. zarumillanus Stolzmann, 1926 — узбережжя Тихого океану на крайньому північному заході Перу (Тумбес, П'юра);
- C. t. napensis Chapman, 1925 — західна Амазонія на сході Еквадору і Перу;
- C. t. notabilis Zimmer, JT, 1934 — південно-західна і західна Бразильська Амазонія (на південь від Амазонки, від півночі Акрі і річки Пурус на схід до Мадейри), місцями на річкових островах Амазонки в штаті Пара);
- C. t. snethlageae Zimmer, JT, 1934 — центральна Бразильська Амазонія (на обох берегах Амазонки, від Мадейри на схід до Тапажосу);
- C. t. major Ridgway, 1911 — внутрішні райони на північному сході, сході і південному сході Бразилії (від Піауї, Сеари і західного Пернамбуку на південь до Мінас-Жерайсу і західної Парани);
- C. t. trochilirostris (Lichtenstein, MHK, 1820) — східне узбережжя Бразилії (від південного Пернамбуку до південно-східної Баїї);
- C. t. devius Zimmer, JT, 1934 — південно-західна Амазонія (Болівія, південний схід Перу і захід Бразилії (Акрі, південний захід Амазонасу);
- C. t. lafresnayanus (d'Orbigny, 1846) — східна Болівія (Санта-Крус), південно-західна Бразилія (захід Мату-Гросу і Мату-Гросу-ду-Сул) і західний Парагвай (на південь до річки Пількомайо);
- C. t. hellmayri Laubmann, 1930 — південно-західний Парагвай (Ньєембуку) і північна Аргентина (на південь до Ла-Ріохи і Сантьяго-дель-Естеро).

## Поширення і екологія
Середні дереволази-серподзьоби мешкають в Панамі, Колумбії, Венесуелі, Еквадорі, Перу, Бразилії, Болівії, Аргентині і Парагваї. Вони живуть у вологих і сухих рівнинних тропічних лісах, в заболочених і варзейських лісах (тропічних лісах у заплавах Амазонки і її притоків), в галейних лісах, чагарникових заростях і рідколіссях чако і каатинги, в саванах серрадо. Зустрічаються поодинці, на висоті до 2000 м над рівнем моря, переважно на висоті до 1200 м над рівнем моря. Живляться комахами та іншими безхребетними, яких шукають під корою, в тріщинах кори та в квітках бромелієвих. Гніздяться в дуплах дерев, в кладці 2-3 яйця.